# Абубекиров, Нажмудин Билялович
Нажмудин Билялович Абубекиров (27 июля 1928 года с. Карагач Прохладненский район КБАССР — 3 января 1984 года) — организатор сельскохозяйственного производства, Герой Социалистического Труда (1972).

## Биография
Родился 27 июля 1928 года в селе Карагач Кабардино-Балкарской автономной области Северо-Кавказского края (ныне — Прохладненского района Кабардино-Балкарской Республики), в кабардинской семье. Рано потерял мать, воспитанием занималась бабушка. В 1943 году, в возрасте пятнадцати лет, во время Великой Отечественной войны, стал работать учётчиком местного колхоза. С 1945 по 1947 годы трудился в должности счетовода на Алтудской машинно-тракторной станции. Завершив обучение в Терском сельскохозяйственном техникуме, с 1950 года, стал работать на Кабардино-Балкарской государственной селекционной станции.
Выпускник агрономического факультета Северо-Осетинского сельскохозяйственного института 1957 года. В период с 1957—1959 года являлся агрономом, агротехником и главным агрономом Баксанской машинно-тракторной станции.
В 1959 году был назначен председателем колхоза имени Чапаева (село Карагач) Прохладненского района, главной сельхозкультурой предприятия была кукуруза. В 1964 года стал заслуженным кукурузоводом Кабардино-Балкарской Автономной Советской Социалистической Республики. Колхоз имени Чапаева был крупнейшим в Кабардино-Балкарии производителем зерна, и по итогам работы в 7-й семилетке (1959—1965) стал передовым предприятием.
Указом Президиума Верховного Совета СССР от 15 декабря 1972 года за большие успехи, достигнутые в увеличении производства и продажи государству зерна, других продуктов земледелия, и проявленную трудовую доблесть на уборке урожая Абубекирову Нажмудину Биляловичу присвоено звание Героя Социалистического Труда с вручением ордена Ленина и золотой медали «Серп и Молот».
В последующие годы руководимый им колхоз продолжал удерживать первенство по урожаям кукурузы. В 1976 году предприятие продало государству 93,7 тысячи центнеров зерна при плане 88 тысяч центнеров. На заслуженный отдых вышел в 1981 году.
Избирался депутатом и членом Президиума Верховного Совета Кабардино-Балкарской АССР 6—9-го созывов (1963—1975), являлся депутатом Прохладненского районного Совета депутатов трудящихся.
Проживал в родном селе Карагач. Умер 3 января 1984 года.

## Сочинения
- 100 центнеров зерна кукурузы с гектара: Из опыта колхоза им. Чапаева КБ АССР. — М.: Россельхозиздат, 1978.

## Награды
- Герой Социалистического Труда (15.12.1972)
- два ордена Ленина (23.06.1966, 15.12.1972)
- Орден Трудового Красного Знамени (08.04. 1971)
- другие медали.
- Заслуженный кукурузовод КБАССР (1964).
- Заслуженный агроном КБАССР.

## Память
Именем Абубекирова названа центральная улица в его родном селе Карагач.

## Семья
Жена — Татьяна. Трое детей — Мадина, Марина и Руслан.